# 太陽は、ぼくの瞳
『太陽は、ぼくの瞳』（たいようはぼくのひとみ、ペルシア語: رنگ خدا Rang-e Khodā、英語: The Color of Paradise）は、1999年のイラン映画。1999年のモントリオール世界映画祭でグランプリ受賞、同年文部省選定映画、優秀映画鑑賞会特別推薦。

## あらすじ
目の不自由なモハマドは親元を離れ、都会の盲学校に通う心優しき少年。夏休みになり生徒たちは親元に帰ることとなり、モハマドにも父親が迎えに来る。モハマドには母親がいない。ステップの大自然に囲まれた村に帰ってきたモハマドを、優しい祖母と妹が出迎える。目の見えないモハマドは、手と耳で自然の美しさを感じ取ることができる。向学心の旺盛なモハマドは、妹と一緒に村の学校に通おうとする。しかし、再婚を望む父親は、そんなモハマドに学校をやめさせ、大工に奉公に出してしまおうとする。

## キャスト
| 役名         | 俳優                   | 日本語吹替 |
| ------------ | ---------------------- | ---------- |
| 父           | ホセイン・マージゥーブ | 小林尚臣   |
| モハマド     | モフセン・ラマザーニ   | 伊藤隆大   |
| おばあちゃん | サリム・フェイジィ     | 高村章子   |

- その他の声の吹き替え：井上倫宏／岩崎ひろし／長克巳／藤本譲／星野充昭／定岡小百合／伊藤和晃／藤原美央子／林玉緒／吉田有沙／渡辺悠／稲葉洋介／小林良也／入野自由

## スタッフ
- 監督・脚本: マジッド・マジディ
- 製作: アリ・カルー、ネーディ・キャリミ
- 音楽: アリレザ・コハンダリー
- 撮影: マームド・ダウーディ
- 編集: ハッサン・ハッサンドスト